# LGBT dans la littérature

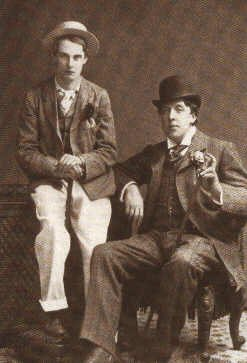
Lord Alfred Bruce Douglas, surnommé « Bosie », et Oscar Wilde, en 1894.

Les thématiques LGBT sont présentes dans la littérature depuis les origines, et de plus en plus fréquentes dans les livres contemporains. 
En ce qui concerne l'homosexualité, dès l'Antiquité, la relation érotique entre les hommes, prenant souvent la forme de la relation maître/élève, était considérée comme naturelle. Cette conception se reflète dans les textes de Platon, qui évoque la pédérastie, et dans les poèmes de Sappho célébrant la beauté féminine. La Bible mentionne l'homosexualité à travers l'histoire de Sodome et Gomorrhe ; ce texte sans ambiguïté associe la généralisation des relations entre hommes et entre femmes à la décadence sociale, et a fortement influencé la civilisation occidentale, depuis la littérature européenne du Moyen Âge jusqu'à la censure que subirent certains textes au XXe siècle bien que certains textes aient été publier sans craindre de problèmes. De nos jours, ce sujet est évoqué beaucoup plus fréquemment, notamment à travers l'apparition de personnages homosexuels dans toutes les catégories de la littérature, mais aussi dans la culture populaire et la bande dessinée. Dans ces œuvres, il est possible de distinguer deux traitements différents de l'homosexualité : le traitement d'un point de vue externe, s'adressant à la perception du public (souvent négative) ; le traitement d'un point de vue intimiste, s'attachant à évoquer la vie amoureuse et sexuelle de personnes homosexuelles ou bisexuelles. Un aperçu de ces sujets dans la littérature illustre le changement culturel du regard sur la diversité de l'orientation sexuelle à travers les âges.
À partir du XXe siècle, les récits sur la transidentité commencent à émerger et la question de l'identité de genre commence à prendre de l'ampleur dans la littérature.

## Mythologies

### Égypte ancienne

#### Mythologie des textes des Pyramides

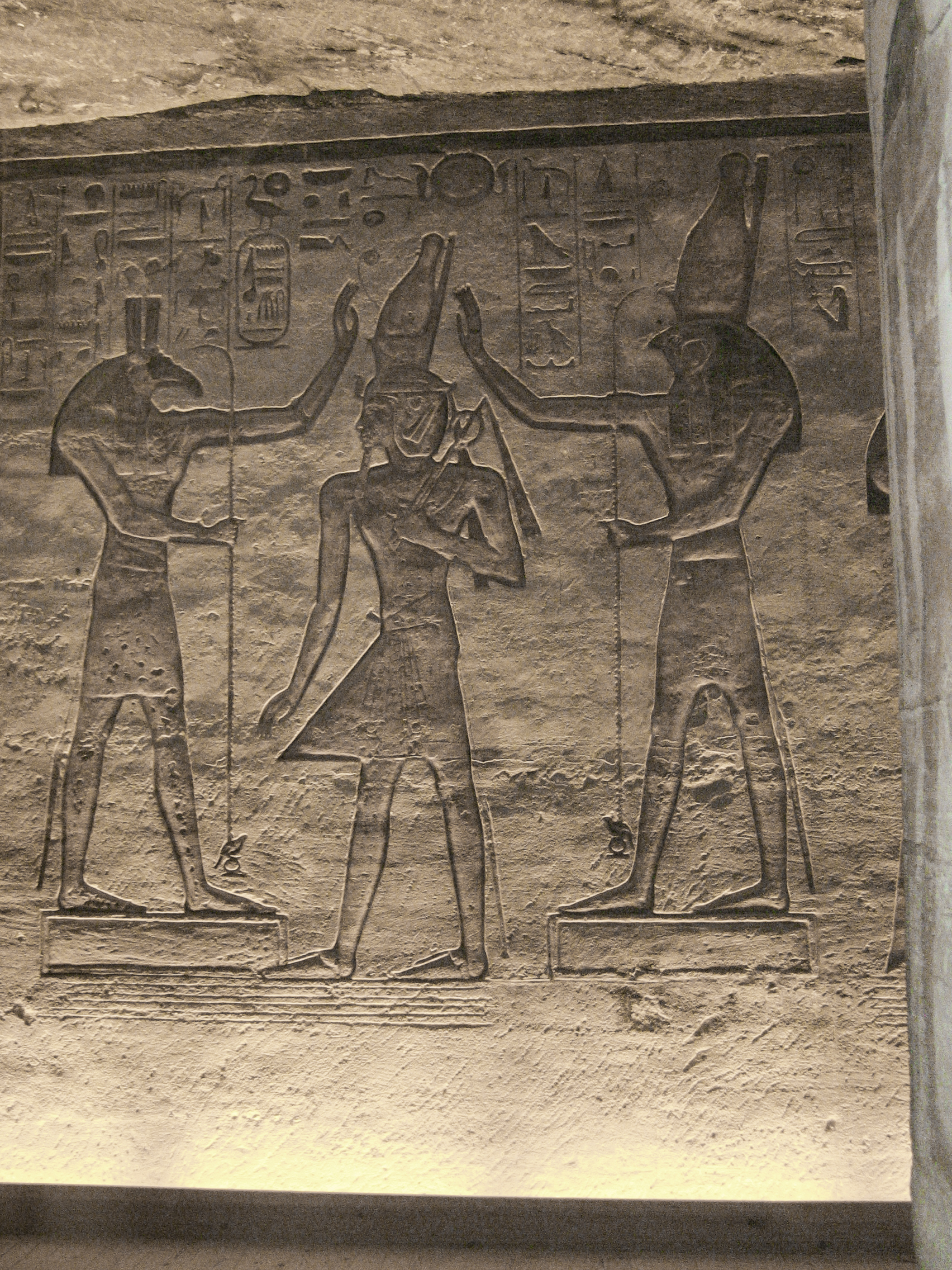
Seth (à gauche) et Horus (à droite) adorant Ramsès II à Abou Simbel.

Dans la mythologie égyptienne, un mythe d'un dieu appelé Atoum, ancêtre de tous les dieux. Il possédait à la fois l'essence du masculin et du féminin. Atoum engendra dans l'acte de masturbation et d'autofertilisation avec son propre sperme, ou en crachant, la première paire de dieux, composée du dieu Shou et de Tefnout, déesse de l'humidité.
Parmi les mythes des Textes des Pyramides, se trouve l'histoire d'un incident homosexuel lorsque Seth et Horus entrent en concurrence pour obtenir le pouvoir. Seth était le frère d'Osiris, qui incarne la vigueur virile. Son adversaire était Horus, le fils d'Osiris. Seth commet un viol sur Horus et dépose son sperme entre ses fesses. Ceci, cependant, n'a pas porté préjudice parce qu'Horus a interposé ses mains pour recueillir le sperme de Seth. Il a ensuite demandé l'aide d'Isis, sa mère, qui avait comploté une ruse pour se venger. Horus remplit de son sperme un récipient, puis le contenu de la cuve fut ajouté aux aliments cuits pour Seth. De cette façon, Seth a été contaminée par le sperme de quelqu'un d'autre, et non Horus. Les deux portèrent leur querelle devant Osiris, qui tenait le tribunal. Seth réclama le pouvoir, faisant valoir que Horus ne pouvait pas être roi, parce qu'il subit le viol d'un homme. Le fils d'Osiris dit que c'était le contraire, parce que Seth portait en lui sa semence, et a été en mesure de le prouver.

#### Livre des morts
Pour les anciens Égyptiens, un recueil de prières, d'incantations et de sorts, écrit sur un papyrus inséré dans le sarcophage ou sur le mur de la tombe avait pour but d'assurer le succès de la personne décédée à toutes les étapes de la route dans l'au-delà, avant d'atteindre l'immortalité. Dans chaque Livre des morts, peuvent être lu comme de soi-disant aveux, une confession négative, tels que ceux du papyrus du prêtre-scribe Neferhotep, conservé au Musée Czartoryski à Cracovie :

« À propos de Usech-Nemet, qui vient de Junu ! Ne pas commettre de péchés.
À propos de Hepet-Seden, qui vient de Cher-Oh ! Ne pas voler.
Sur Fed/Nedi, qui vient de Chemenu ! Ne pas lever la main. (…)
À propos de Nrer-Haf, qui vient de Tephet ! Ne pas se masturber, ne pas commettre l'adultère avec le garçon. »

Il convient de souligner que la relation homosexuelle n'est pas alors considérée comme un acte sexuel, mais comme une manifestation de la domination d'un homme sur un autre. Le rapport pourrait être une telle honte pour le passif, car il impliquait la soumission, l'abandon. Pour la partie active, c'est en fait une manifestation de la masculinité ou une manière de montrer le mépris ou d'humilier.

### Mésopotamie

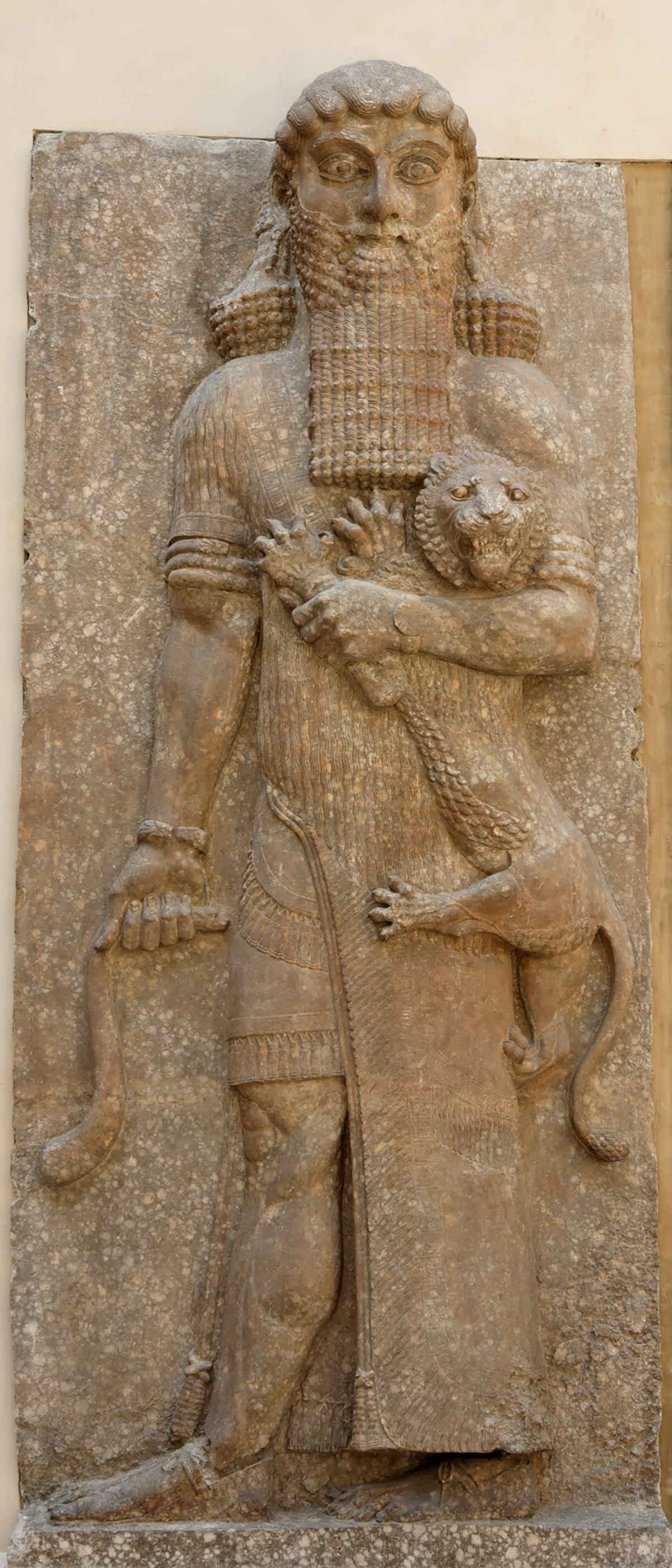
Héros, Gilgamesh ou Enkidu. Bas-relief du palais de Sargon II à Khorsabad, musée du Louvre.

#### L'amour entre Gilgamesh et Enkidu
L'Épopée de Gilgamesh est une œuvre de l'ancienne Mésopotamie, qui remonte à 2300-2200 av. J.-C. Gilgamesh est un roi mésopotamien semi-divin, et son ami Enkidu est un homme. Selon l'épopée, ils ont d'abord été des ennemis jurés. Les dieux ont créé Enkidu avec de l'argile pour combattre Gilgamesh, roi d'Uruk, qui règne en tyran sur la cité. Initialement, il était un barbare chevelu avec la force surhumaine d'un animal, qui vivait dans le désert avec les animaux. Pour capturer Enkidu, Gilgamesh lui envoie d'abord la courtisane Shamat le séduire. Enkidu cède à son charme, ce qui veut dire qu'il a découvert son humanité, et les animaux le fuient depuis lors. Gilgamesh avait fait à ce moment-là le rêve prophétique d'un guerrier des étoiles, qui l'égalait en tout.
Les deux héros se combattent, sans trouver d'issue, et deviennent amis. Mais Enkidu doit mourir à cause de son rôle dans le meurtre du taureau céleste Humbaba, et de la jalousie de la déesse Ishtar. Atteint d'une maladie grave envoyée par les dieux, Enkidu meurt dans les bras de son ami. Gilgamesh pleure pendant longtemps Enkidu, ne permettant pas de l'enterrer parmi les morts. Il grave sur le rocher, pour la postérité, son nom et celui d'Enkidu. Gilgamesh essaie ensuite d'obtenir l'herbe de l'immortalité, mais finalement il échoue. La plus ancienne œuvre poétique de la littérature décrit le désespoir de Gilgamesh.

### Grèce antique
La littérature et la philosophie de la Grèce antique ont leurs origines dans les mythes, qui apparaissent également dans des contextes associés à la communauté LGBT, y compris ceux qui sont de retour dans les œuvres littéraires modernes. Parmi les œuvres antiques, on peut citer ici des œuvres d'Ovide, Homère et de Virgile, mais ces mythes resurgissent longtemps après, chez Johann Wolfgang von Goethe dans son poème Ganymède (1774), ou dans la poésie homoérotique du poète contemporain Constantin Cavafy.

#### Zeus et Ganymède

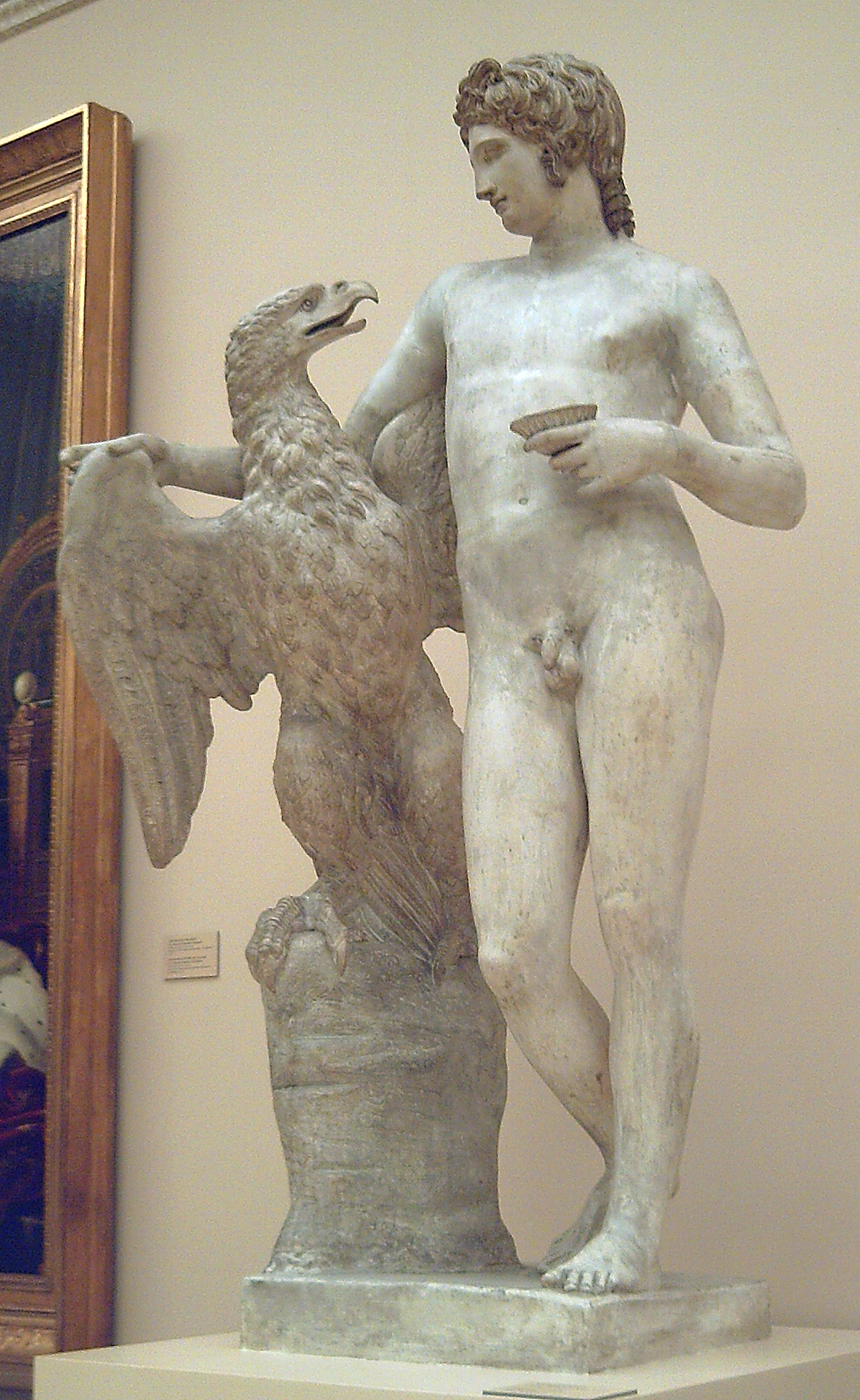
Ganymède, sculpture de José Álvarez Cubero (1768–1827).

Les mythes grecs nous apprennent que le souverain des dieux olympiens, Zeus, a entretenu des aventures amoureuses, et parmi ces nombreuses passades, il s'est pris d'engouement érotique pour le beau Ganymède. Il devait être fils de Tros (dont le nom dérive du nom de Troie) et l'homme le plus jeune et beau sur Terre. Zeus changé en aigle enleve le jeune homme de la plaine de Troie, le porte sur l'Olympe. Il rend son amant immortel et en fait l'échanson des dieux. Cette histoire apparaît dans l’Iliade (XX.231-235), dans Ô dieux d'Apollodore (III.12.2) dans l’Énéide (V.252) de Virgile et Les Métamorphoses (X.155) d'Ovide.
Platon dans le Phèdre (79) renvoie au mythe de Ganymède pour les propres sentiments qu'il éprouvait pour ses élèves, mais dans Les Lois (I.8) il dénonce la pédérastie comme incompatible, car s'égarant trop de la volonté initiale et pure, et discrédite le mythe en tant que pure invention qui protégerait ceux en abusant pour justifier des actes de pederastie sur des hommes trop jeunes ou en trop grande abondance. Pour la relation pédéraste de Zeus et de Ganymède, les Romains y font allusion à plusieurs reprises, souvent de façon très claire : Martial (y compris les épigrammes II.43 et IX.36), et Juvénal. Parmi les auteurs que l'on peut mentionner depuis, figurent Goethe et Cavafy.

#### Apollon et Hyacinthe, et Thamyris

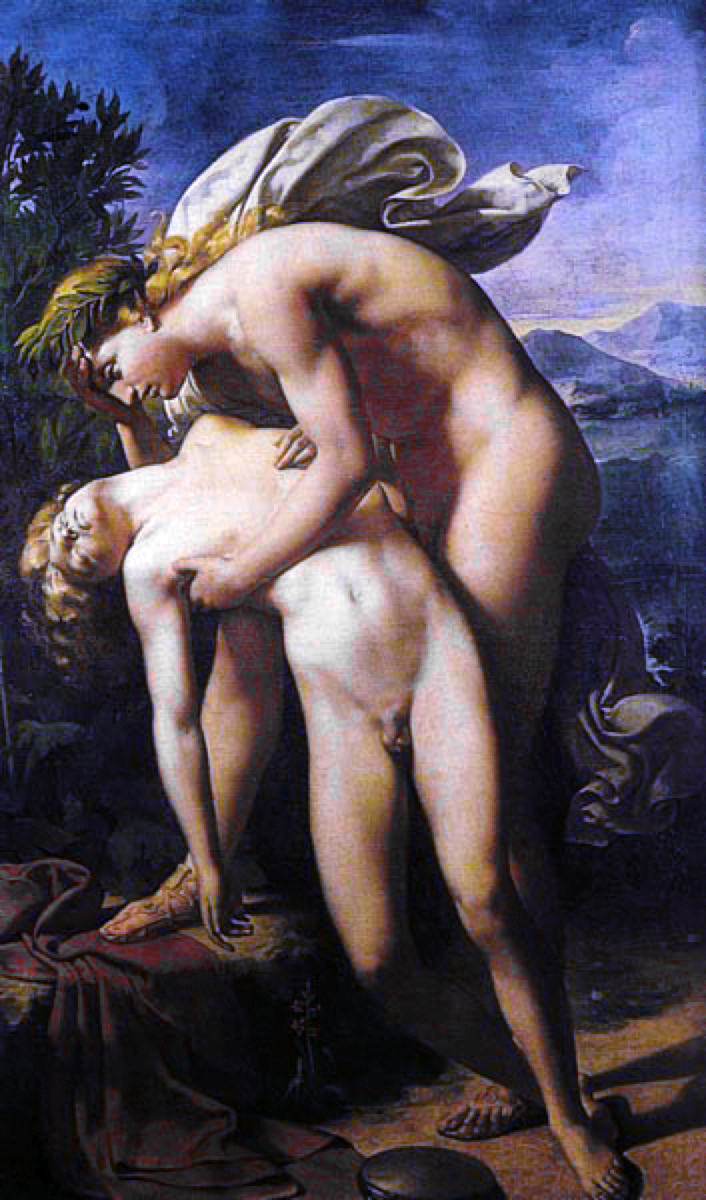
La Mort d'Hyacinthe, par Merry-Joseph Blondel.

Un beau jeune homme, qui a charmé le dieu était censé être le prince de Sparte Hyacinthe, qui est tombé amoureux d'Apollon. Le dieu l'aime tellement qu'il lui a enseigné à tirer à l'arc et à jouer de la lyre. L'histoire d'amour se termine tragiquement, lorsque l'amant a été tué par un dieu, qui le blesse accidentellement en lançant un disque. Selon une autre version, Zéphyr, jaloux de la fuite du jeune garçon, en est venu à le frapper mortellement à la tête.
Dans d'autres versions encore, Hyacinthe serait tombé amoureux plus tôt du poète Thamyris, qui devait être selon le mythe le premier homme à chanter les amours homosexuelles. Rival d'Apollon pour les charmes de Hyacinthe, il se vante de pouvoir chanter mieux que sa musique. Apollon fait malicieusement appel aux Muses, qui privent le poète de sa voix, de vision et de capacité à jouer de la lyre. Différentes versions de l'histoire proviennent de l’Iliade (II.595-600), Dialogues des dieux (14) de Lucien de Samosate, la Description de la Grèce de Pausanias le Périégète (Livre III.1.3) et Ô dieux d'Apollodore (1.3.3).

#### Pélops et Poséidon
Le prince Pélops et le dieu de la mer Poséidon ont aussi été amants. Pélops était le fils du roi Tantale, et a été victime de son père : tué puis servi lors d'un banquet aux dieux de l'Olympe. Après avoir châtié son père, Zeus décide de faire revenir Pélops à la vie. Il ordonne à Hermès de rassembler tous les membres du fils de Tantale, de les bouillir à nouveau dans le même chaudron, puis jette un sort, grâce auquel la Moire Clotho réunit tous ses membres. Du chaudron sort un jeune homme d'une telle beauté que le dieu Poséidon en tombe amoureux et le mène sur l'Olympe dans un char tiré par des chevaux d'or. Le roi de la mer le nomma son échanson et amant, comme précédemment Zeus et Ganymède, il sert désormais l'ambroisie. Cette histoire est remémorée dans l'Ode de Pindare aux premiers jeux olympiques (I.37 et suiv.) [11], Ô dieux d'Apollodore (II.3), Charidêmos de Lucien de Samosate (7), les Métamorphoses d'Ovide (VI.406), Lycophron de Jean Tzétzès (152), la Description de Pausanias le Périégète (Livre V.13.3).

#### Minos et ses frères
De la romance de Zeus et d'Europe, abandonnée par le dieu en Crète, trois fils sont nés : Minos, Sarpédon et Rhadamanthe. Lorsque la mère a épousé le roi de Crète, Astérion, leur union étant sans enfants, le roi a adopté les garçons. Selon le mythe, les frères, après avoir atteint l'âge de la majorité, s'éprennent tous du même beau garçon, Milétos, fils d'Apollon et de la nymphe Areia. Cette passion conduit à une querelle entre les frères, et le garçon finit par choisir Sarpédon. Minos les expulse alors Milétos de l'île, dont ils s'échappent avec une grande flotte de Carie en Asie Mineure, où il a fondé la ville de Milet. Selon d'autres versions, le garçon à l'origine de la querelle des frères s'appelle Antymnios, fils de Zeus et de Cassiopée, ou de Phénix fils d'Agénor.
L'histoire d'amour des trois frères pour l'enfant est décrite, entre autres, par Diodore de Sicile, Apollodore Ovide dans ses Métamorphoses et Antoninus Liberalis,.

#### Laïos et Chrysippe
Dans la mythologie, Laïos roi de Thèbes, mari de Jocaste et père d'Œdipe, séduit et enlève le beau garçon Chrysippe. Le garçon est dit être le fils de Pélops et de la reine Hippodamie. En fait, il serait le fils illégitime de Pélops et de la nymphe Astychone. Laïos, exilé de Thèbes, rend visite à Pélops à Pise. Puis il rencontre Chrysippe, il lui enseigne l'art de conduire le char et tombe amoureux de lui. Lorsque la sentence de bannissement pour Laïos été révoquée, il apporte l'enfant aux Jeux olympiques de Némée sur son char, et l'emporte à Thèbes comme son impôt.
Laïos reçoit lui-même son châtiment, il est retrouvé tué par Œdipe, qui n'avait pas reconnu en lui son père. Chrysippe devait se suicider de honte, ou, selon une autre version, il a été tué par ses demi-frères, Thyeste et Atrée, sur ordre d'Hippodamie, ou qu'elle l'a tué, de peur que ses fils ne reçoivent pas la succession.
Le mythe en fait une source de la pédérastie à Thèbes. Parfois, il a été compris dans ce cas avec une connotation négative, qui en voit donc la propagation dans le monde comme un péché et une menace sociale. Certains ont fait valoir que c'était Laïos, et non Thamyris ou Minos, qui fut le premier Grec homosexuel, et qu'il n'a donc pas seulement échoué à condamner l'amour entre les hommes, mais parce qu'il aurait créé le bataillon sacré, composé de guerriers et de leurs amants. L'histoire de Laïos se trouve, entre autres, dans Chrysippos d'Apollodore[Qui ?], dans Les Dieux[Quoi ?] (III.5.5), les Fables d'Hygin (85 et 271), les Deipnosophistes d'Athénée (XIII.79), les Vies de Plutarque (33) et les Histoires variées d'Élien (XII.5).

#### Hermaphrodite et Androgyne

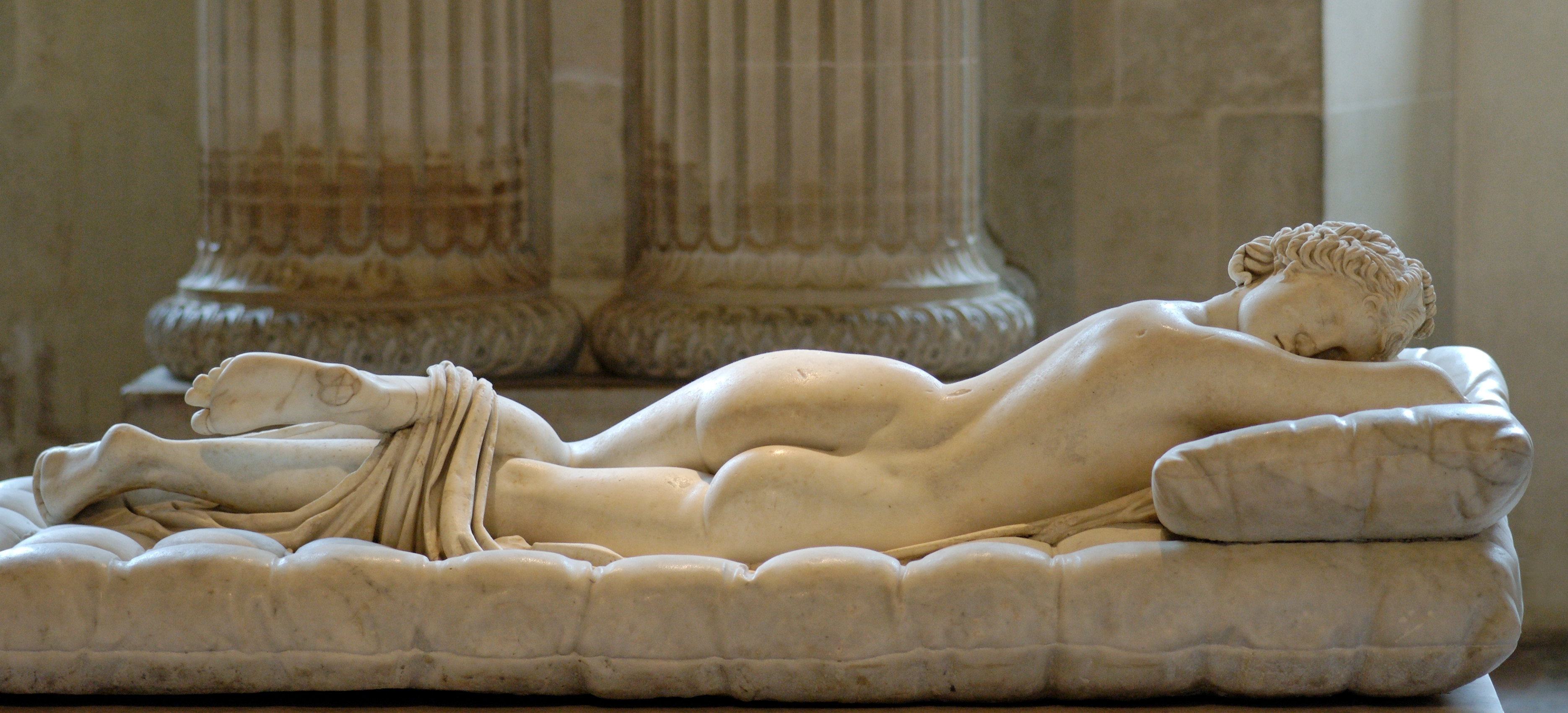
Hermaphrodite endormi, musée du Louvre.

Hermaphrodite dans la tradition de la divinité androgyne ancienne était vénéré entre autres à Chypre et Rhodes. Dans la mythologie, c'est un jeune homme, fils d'Hermès et d'Aphrodite, de qui tombe amoureux la nymphe Salmacis. Lorsqu'elle voit qu'il reste insensible à ses avances, la nymphe prie les dieux de s'unir à lui, pour former un seul être possédant les caractéristiques des deux sexes. Dans une autre version, Hermaphrodite est né avec les deux sexes, il a essentiellement l'apparence d'un jeune homme, avec des seins de femmes et les cheveux longs. La présence de l'hermaphrodite dans les mythes, comme l'androgyne, une femme à barbe, illustre la transition religieuse et sociale du matriarcat au patriarcat.
Hermaphrodite est mentionné entre autres par dans la bibliothèque historique (4,6) de Diodore de Sicile, et dans les Pythiques (VIII.24) de Pindare.

#### Achille et Patrocle

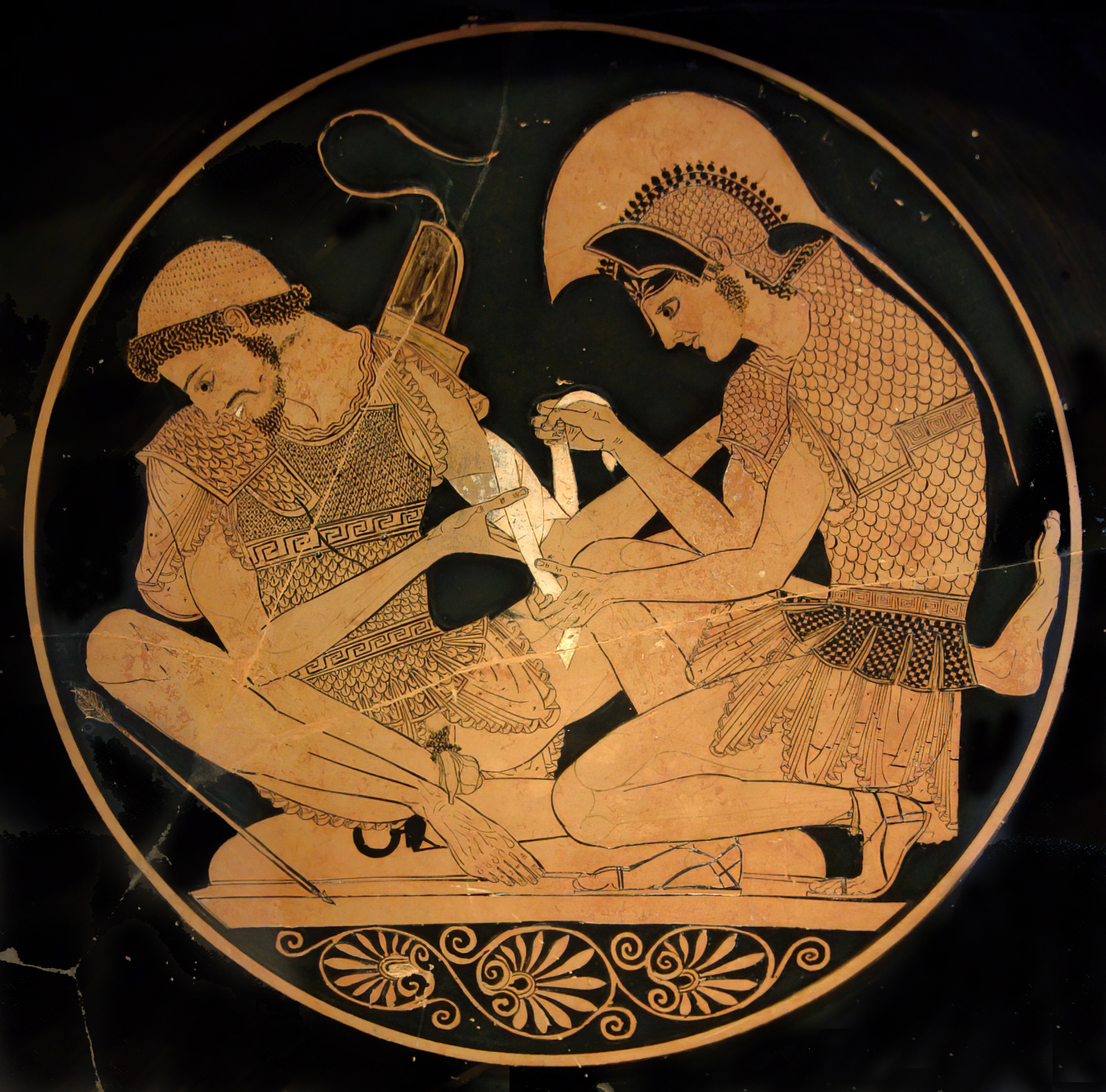
Achille pansant Patrocle atteint par une flèche, identifiés par des inscriptions sur la partie supérieure du vase. Médaillon d'un kylix attique à figures rouges, v. 500 av. J.-C. Provenance : Vulci.

Fameux dans la mythologie grecque est le personnage d'Achille, le héros de l’Iliade, qui était connu pour le grand amour qu'il avait d'abord pour Patrocle, et après sa mort Polyxène. Bien que Homère ne mentionne pas les détails érotiques, mais selon certaines interprétations, peut être retracé dans certains de ces sentiments d'ambivalence. Cette interprétation est fondée sur la similitude avec les couples sumérien Gilgamesh-Enkidu : les deux guerriers inséparables, la mort de l'un d'eux, et le désespoir du second, qui interdit d'enterrer son amant. Sur le sentiment qui unit Achille et Patrocle, beaucoup plus profond qu'une simple amitié fraternelle, Eschyle a écrit Les Myrmidons. Pour appuyer une telle perception de la relation entre les deux guerriers, citons le cas d'Alexandre le Grand, qui a parlé de sa liaison avec Héphaestion comme une nouvelle incarnation d'Achille et Patrocle. Voir certaines références à ce propos dans Les Mémoires d'Hadrien de Marguerite Yourcenar.

### Mythologie germanique
Loki peut se changer/déguiser parfois en femme ou jument. Au chapitre 42 de la Gylfaginning, un maître-bâtisseur se présente aux dieux et propose de leur construire une forteresse pour Ásgard en seulement trois semestres, ce qui les protégera des géants. Il demande alors comme payement la déesse Freyja, le Soleil et la Lune à condition qu'il réussisse son exploit. Les dieux acceptent, pensant qu'il ne réussirait pas. Mais l'étranger, avec l'aide de son étalon Svadilfari, entame la construction à une vitesse impressionnante. Inquiets qu'il réussisse sa prouesse, les dieux tiennent conseil et forcent Loki à empêcher l'étranger de finir son travail à temps. Loki se transforme en jument en rut pour distraire le cheval de l'étranger l'empêchant par ce biais d'accomplir à temps son ouvrage. Loki fut fécondé par l'étalon, et engendre le cheval à huit pattes Sleipnir, qui devient la monture d'Odin.
Dans la Lokasenna ou La querelle de Loki, où Odin traite Loki de lâche et de femme et où Loki insinue qu'Odin aurait eu des relations homosexuelles passives :
Odin:
"Savais-Tu que j'ai donné
à ceux qui ne le méritaient pas
victoire aux lâches?
Tu étais pendant huit hivers
Sur la terre d'en bas
tu trayais les vaches comme une femme
et tu portais des enfants
Alors cela, il me semble, augure de ta véritable nature."
Loki:
" L'on dit que tu allais
Errant en titubant à Samsö
et frappais aux portes comme une Vala
Dans ton déguisement de diseuse de bonne-aventure,
tu allais parmi les gens ;
Alors là, il me semble que cela indique bien ta véritable nature."
La Vala ayant l'« ergi » et Odin n'étant que déguisé en femme l'insinuation vis-à-vis d'actes homosexuels est réelle. La plupart des insultes de la Lokasenna sont basés sur des vraies légendes, mais seulement les aventures sont mises sous un mauvais jour. Malheureusement, la légende originelle d'Odin à Samsö n'a pas été retrouvée.

## Littérature biblique

### Ancien Testament
Plusieurs passages de l'Ancien Testament font référence à des relations (amoureuses ou sexuelles) entre hommes et entre femmes. Outre plusieurs recommandations de la loi mosaïque, parmi lesquelles le fameux « Tu ne coucheras pas avec un homme comme on couche avec une femme » (Lév 18:22), on trouve aussi les histoires suivantes :

#### Sodome et Gomorrhe
Sodome et Gomorrhe sont deux villes décrites comme pratiquant le vice. Dieu dit, parlant d'elles à Abraham : « Leur péché est énorme ! » (Ge 18:20). On comprend de quel vice il s'agit lorsque, dans une scène impressionnante, tous les hommes de Sodome « du petit garçon jusqu'au vieillard » (Ge 19:4) se réunissent devant la maison de Loth, neveu d'Abraham, dans l'intention d'abuser[réf. nécessaire] de deux hommes qu'il héberge chez lui pour la nuit (ce sont en réalité des anges). Loth tente de dissuader les Sodomites en leur proposant de posséder ses deux filles vierges plutôt que ses invités. Ils refusent et menacent de le violer[réf. nécessaire] lui aussi. Finalement, Dieu détruira les deux villes sous une pluie de soufre et de feu.

#### Ruth et Naomi
L'affection de Ruth pour sa belle-mère Naomi est extrême. Lorsqu'elle se retrouve veuve, au lieu de retourner dans sa famille, au pays de Moab, elle décide de suivre Naomi en Judée et lui fait cette déclaration : « Où tu iras j'irai, ton peuple sera mon peuple, ton dieu sera mon dieu, où tu mourras je mourrai. (…) Seule la mort me séparera de toi » (Ruth 1:16-17). Ruth sera plus tard la femme de Booz, et donc l'arrière-grand-mère du futur roi David.

#### David et Jonathan

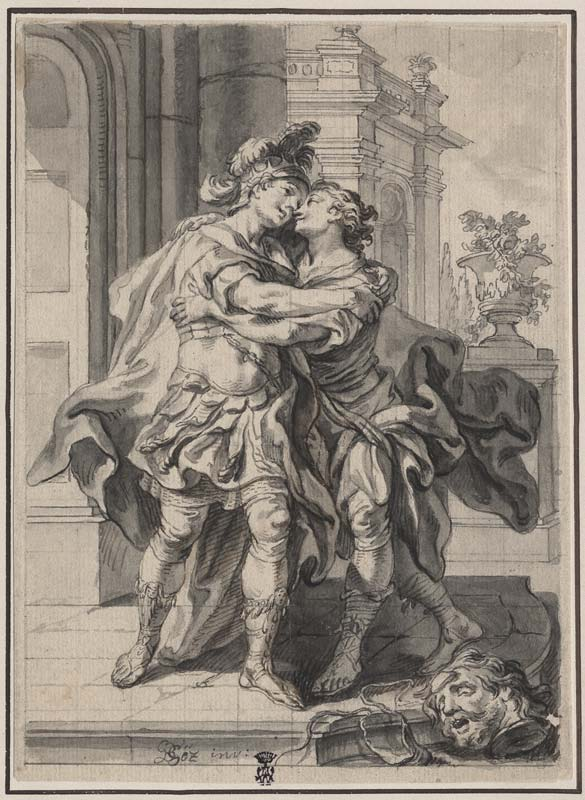
David & Jonathan, par Gottfried Bernhard Göz (XVIIIe siècle).

David, jeune Hébreu qui vient de vaincre le géant philistin Goliath rencontre Jonathan, le fils du roi Saül, et immédiatement « L'âme de Jonathan s'attacha à celle de David, et il l'aima comme lui-même » (I Sam 18:1). Suivent de nombreuses aventures, politiques et guerrières, dans lesquelles est exalté leur attachement sans faille, qui n'est pas sans rappeler celui des héros grecs tels qu'Achille et Patrocle. Lorsque Jonathan meurt, lors de la bataille de Guilboa, David se lamentera dans un poème : « Ton amour m'était plus merveilleux que l'amour des femmes » (II Sam 1:26).

### Nouveau Testament
Le Nouveau Testament comporte également plusieurs allusions à l'homosexualité, souvent montrée comme détestable. Par exemple Paul écrit, dans son Épître aux Romains « Les femmes ont changé l'usage naturel en celui qui est contre nature. De même les hommes, abandonnant l'usage naturel de la femme, se sont enflammés de désir les uns pour les autres et commettent, homme avec homme, des choses infâmes » (Ro 1:26-27). Ou encore, dans son Épître aux Corinthiens « ni fornicateurs, ni idolâtres, ni adultères, ni efféminés, ni voleurs, ni avares, ni ivrognes (…) n'hériteront du Royaume de Dieu » (I Cor 6:9-10).

## Histoire littéraire
Bien que réprimée pendant longtemps, l’homosexualité a été abordée par de nombreux auteurs au cours de l'histoire. D'un point de vue littéraire, les questions qu'elle soulève sont celles de son rôle dans l'économie des œuvres concernées, et de son efficacité, et, de façon plus large, leur éventuelle action sur les sociétés dans lesquelles elles s'inscrivent.

### Antiquité

#### Grèce Antique
En plus de ces œuvres antérieures tirées de la mythologie, les sujets relatifs aux personnes LGBT apparaissent dans de nombreux autres œuvres non-mythologiques, la grande majorité des textes connus d'aujourd'hui se rapporte à l'amour homosexuel.
La pédérastie était dans l'Athènes antique installée comme une institution reconnue de formation des élites, tout en étant largement codifiée dans nombre de ses aspects.

##### Poésie de Théognis de Mégare
Le premier texte homoérotique connu en Grèce se compose des 164 dernières lignes (nommé livre II) des poèmes attribués à Théognis de Mégare. Écrits au IVe siècle av. J.-C., c'est une série de courts poèmes adressée à des garçons, exprimant les sentiments qu'ils inspirent.

##### Comédies d'Aristophane
L'homosexualité fournit toute une série de prétextes humoristiques pour Aristophane (446-385 av. J.-C.). Il y a de nombreux thèmes dans ses comédies, se référant explicitement à la sexualité homosexuelle, qu'Aristophane traite comme une sorte de libertinage aristocratique. Ils apparaissent dans une certaine mesure dans chacune des comédies qui nous restent d'Aristophane. Il plaisante avec de telles pratiques, parfois de manière un peu grossière. Dans la comédie La Paix, il mentionne un des héros qui est attiré par les garçons de la palestre. Dans Les Oiseaux, il raconte une rencontre prévue avec un beau garçon. Et dans Les Cavaliers, le personnage du Serviteur jette une épithète sexuelle peu raffinée (c. 433), pour faire une caricature convaincante du dévouement d'Agoracritos envers le Peuple, il les compare à la cour faite à de jeunes hommes (c. 746-752). Souvent, les gens riaient ouvertement lorsqu'il donnait le nom d'une personnalité connue pour aimer les personnes de son sexe, comme Clisthène et Cléon. Il se moque d'eux, y compris dans la comédie Les Cavaliers (v. 979, 1397 et 1398) et dans la suivante, Les Nuées (c. 405 et 409).

##### Œuvres de Platon
Platon a consacré à l'amour entre hommes plusieurs passages de ses deux œuvres Le Banquet et Phèdre. Il donne pour point de départ de sa métaphysique le désir homosexuel, excité par la beauté sensuelle. Le Banquet de Platon est par ailleurs la seule œuvre dans toute la littérature grecque classique à faire référence à l'homosexualité féminine.

##### Autres œuvres
- Archiloque, « fragments »
- Théognis, « poèmes élégiaques »
- Alcée de Mytilène, « fragments »
- Straton de Sardes, « la muse garçonnière » (recueil de poésie tirée de l'anthologie palatine)
- « Anthologie palatine », vol. 12 (recueil d'épigrammes uniquement homosexuelles)
- « La couronne de Méléagre », recueil poétique (Ier siècle av. J.-C.), « la couronne de Philippe », recueil poétique (Ier siècle)
- Plutarque, « De l'amour (érotikos) » (Ier siècle av. J.-C.)

#### Rome antique
Les choses sont moins nettes à Rome où la sexualité et son acceptation varient beaucoup selon les époques et les rapports sociaux ce qui se traduit dans la littérature.
- Pétrone, « Le Satyricon », roman
- Catulle, « poésies » (belles lettres)
- Juvénal, « Satires »
- Martial, « Épigrammes érotiques et pédérastiques » (trad. Thierry Martin), GKC/Question de Genre.
- Lucien de Samosate, « dialogue des courtisanes »
- Virgile, « bucoliques »

#### Littérature germanique ancienne
Dans la littérature germanique ancienne (islandaise, scandinave...), il n'y a pas de saga ou de livres traitant directement de l'homosexualité, mais dans plusieurs sagas, celle-ci est mentionnée. Il semble y avoir eu une différence entre l'homosexualité passive ou le fait d'être sodomisé et l'homosexualité active, c'est-à-dire être sodomite.
La personne passive était traité d'« ergi », et cela était considéré être une insulte très grave. Le fait d'être sodomite ne semble pas porter à conséquence.
Dans le Gudmundar Saga est décrit un viol collectif sur un prêtre par des « bouffons ». Ce viol fut décidé comme punition pour le prêtre qui avait une maîtresse.
Dans le Helgakviða Hundingsbana I, deux guerriers s'insultent l'un l'autre avant de commencer un combat se traitant mutuellement d'earg.
Saxo Grammaticus mentionne dans son Gesta Danorum que les hommes au service de la déesse Freya et du dieu Njörðr avaient l'« ergi ».

### Moyen Âge

#### Domaine européen
- Marie de France, Lai de Lanval (lai)
- Ami et Amile, chanson de geste
- Carmina Burana (une huitaine de poèmes homosexuels)
- Alcuin, poésie (IXe siècle)
- Aelred de Rievaulx, poèmes (XIIe siècle)
- Baudri de Bourgueil, poèmes
- Le roman de Berinus[26]

Certains moralistes parlent de l'homosexualité et de rapports homosexuels avec tant de détails qu'il y a lieu de soupçonner quelque complaisance ou du moins une possible lecture friponne de ces textes :
- Pierre Damien, « le livre de Gommorhe » (XIIe siècle)
- Burchard de Worms, « decretum » (pénitentiel) (XIe siècle)

#### Domaine arabo-musulman
- Les Mille et Une Nuits
- Walida ibn al-haggag (fin VIIIe siècle) ; Muti ibn Iyas (IXe) ; Hammad Agrad
- Abu Nuwas (IXe siècle) « le vin, le vent, la vie » (poèmes)
- Abou moutahar al azdi (Xe siècle), « 24 heures de la vie d'une canaille » (poèmes)
- Mouhamad al Nawadji (XVe siècle), « la prairie des gazelles » (poèmes)

De très nombreux poètes musulmans homosexuels dans l'Andalousie du XIe siècle cités dans le livre de Mohamad Abu-Rub, « la poésie galante andalouse au XIe siècle », dont :
- Ibn Ammar ; Ibn Haqan ; Ibn Hafaga ; Ibn Shuhayd ; Ali ibn Abi al-Husayn ; Abd al-Galil ibn Wahbun ; Al Mutamid Ibn Abbad ; Abu Zakaryya ibn Idris ; Abu abd ala al-gassani ; Abu Talib Abd al-Gabbar ; Tamim al-Mu'zz ; Ibn fatuh ; Abu bakr yusuf ; Ibn sahl al-isra'ili ; Al-as'ad ibn Billita ; Ibn Burd ; Abu al-ala' al-iyadi ; Abu Muhammad al-santarini ; Al-mutalammis ; Abu al Assan al-Barqi ; Abu Muhammad ibn Galib ; Ibn husn al-isbili ; Abu Bakr al-dani ; Ibn al'abd Rabbih ; Gafar ibn al-binni ; Ibn al-Zaqqaq ; Abu Muhammad al-giyyani ; Bakar Al marwani ; Ibn al-Abbar ; Ibn rasiq.

#### Domaine juif
Au XIIe siècle, floraison de poètes célébrant la beauté et l'amour des garçons : Moïse ibn Ezra, Ibn Sahl, Ibn Ghayyath, Ibn Sheshet, Ibn Barzel, Abraham ibn Ezra, Juda Halevi dans l'Espagne chrétienne.

#### Littérature ottomane et turque
Aujourd'hui, dans les sociétés musulmanes, le phénomène de la sexualité est un acte condamné, jugé étrange et surtout considéré comme un péché. Par rapport aux temps passés, le sujet de la sexualité a subi un grand changement et est devenu un tabou pour les musulmans. Cependant, lorsque nous regardons les siècles précédents, la littérature ottomane, qui a émergé après l'adoption de l'islam par les Turcs, a également donné la sexualité avec des œuvres contenant à la fois de l'hétérosexualité et de l'homosexualité.
Fazil Bey, un poète gay, est l'un des rares exemples de littérature LGBT dans l'Empire ottoman avec ses œuvres. Il est l'un des grands poètes divans ayant vécu au XVIIIe siècle. Mis à part le fait qu'il a produit des œuvres hors de son temps avec ses écrits. En fait, il a une attitude documentaire en nous parlant de l'homosexualité, de la rue et de la condition humaine dans la rue. Il a écrit cinq livres : Defter-i Aşk, Hubanname, Zenanname, Çenginâme et Divan. Fazil, qui ne cache pas son homosexualité et s'en vante même à chaque occasion, a 3 relations amoureuses dans le palais ottoman.

### XVIeauXVIIIesiècle
- Christopher Marlowe, Edward II (Angleterre) (théâtre). Lire la traduction qu'en fit George Eeckoud aux éd. QuestionDeGenre/GKC
- MARTIN Thierry, « Poésie homosexuelle en jobelin, de Charles d'Orléans à Rabelais », GKC/Question de genre, 2007.
- Michel-Ange, Sonnets (Italie) (poèmes)
- William Shakespeare, Richard II (Angleterre) (théâtre), Sonnets (Angleterre) (poèmes)
- Benvenuto Cellini, mémoires (ATTENTION, la majorité des traducteurs a changé les pronoms « il » en « elle » pour certains cas, ce qui fausse la donne)
- Cyrano de Bergerac
- Théophile de Viau - voir les libertins du XVIIe siècle
- Denis Diderot, Entretien entre d'Alembert et Diderot (une allusion subtile ?)
- Anonyme, Bordel apostolique, 1790 QuestionDeGenre/GKC, 2007. Ed. Patrick Cardon, Les Enfans de Sodome à l'Assemblée Nationale, 1790 QuestionDeGenre/GKC, 2005. Ed. Patrick Cardon
- Marquis de Sade, La Philosophie dans le boudoir, Les Cent Vingt Journées de Sodome, La Nouvelle Justine, suivi de l’Histoire de Juliette, sa sœur

### XIXesiècle
- Anonyme, Les péchés des cités de la Plaine (récit érotique de la fin du XIXe siècle. Traduit et édité par Charles Adam, éditions H&O, 2000)
- Honoré de Balzac, Le Père Goriot  (1834) : révélation sur Vautrin à la fin (roman), Illusions perdues (roman), Splendeurs et misères des courtisanes : toujours Vautrin (roman), La Duchesse de Langeais (roman), La Fille aux yeux d'or (roman), Sarrasine (nouvelle narrant l'élan amoureux d'un jeune homme français pour une toute jeune chanteuse d'opéra italienne, qui se révèle être un castrat).
- Alfred de Musset, Lorenzaccio (1834)
- Alexandre Dumas, Le Comte de Monte-Cristo  (1844) : répugnance éprouvée par la fille du Baron Danglars, Eugénie, envers les hommes et relation ambiguë avec Louise d'Armilly, sa plus proche amie. Il est mentionné que la jeune fille est habituée au travestissement masculin et il est dit que les compliments de ses soupirants glissent sur elle comme ils glisseraient sur la cuirasse « que quelques philosophes prétendent recouvrir parfois la poitrine de Sapho ». Voir l'article de Laurent Angard, « De l’homosexualité chez Dumas ou l’art de allusions », dans Littératures, Écrire les homosexualités au XIXe siècle, Presses Universitaires du Midi, 81/2019, p. 23-34, Le Roman de Violette.
- Moby Dick, roman (1851) : au début il existe des relations sexuelles entre le héros Ismael et le harponneur océanien Quequeg.
- Walt Whitman, Feuilles d'herbe (1855)
- Charles Baudelaire Les Fleurs du mal (1857) poème
- Joseph Méry, Monsieur Auguste (1859)
- Victor Cherbuliez, Le Comte Kostia (1860)
- Théophile Gautier, Mademoiselle de Maupin (1876)
- Pierre Loti, Aziyadé (1879) (roman dont l'héroïne peut être lue comme le travestissement littéraire d'un héros masculin) ; "Mon frère Yves" (roman).
- Émile Zola, Nana (1881)
- Guy de Maupassant, La Femme de Paul (1881)
- Paul Adam, La mésaventure (1888) La Revue indépendante, Tome VII, Numéro 20
- Billy Budd, marin, roman (1889)
- Le Portrait de Mr. W. H. (1889) sur les sonnets de Shakespeare
- Lucien Descaves, Sous-Offs (1889)
- Octave Mirbeau, Sébastien Roch (1890).
- Le Portrait de Dorian Gray (1891) (roman),
- Paul Verlaine, Hombres (1904)[27], republié avec plusieurs poèmes inédits en recueil, préface et annotations de Steve Murphy, coll. « Classiques H&O poche », Béziers : H&O 2005.
- Oscar Wilde, De Profundis (1962) (« lettre »),

### XXesiècle
La première partie du XXe siècle suit la tendance du précédent à une acceptation sociale toujours plus grande de l'homosexualité, qui se trouve progressivement théorisée à cette période (le terme « homosexualité » est forgé en 1869 par l'écrivain hongrois Karl-Maria Kertbeny). L'homosexualité se trouve alors illustrée par de nombreux écrivains dont plusieurs sont eux-mêmes ouvertement homosexuels, comme Marcel Proust, André Gide ou Jean Cocteau. Un des personnages les plus marquants de l'époque est le baron de Charlus de la Recherche du temps perdu de Marcel Proust. L'écrivain Louis-Ferdinand Céline déclara à ce propos en 1960 « On sait qu'il y a 20 % de pédérastes dans une population. Y a vingt pour cent de magistrats qui sont pédérastes, vingt pour cent de policiers, vingt pour cent d'épiciers qui sont des pédérastes possibles… Nous dirons "possibles"… Alors, avant Proust, pédéraste, c'était déjà se signaler drôlement, n'est-ce pas… C'était pas bien vu… Mais alors Proust, par son style, son génie littéraire derrière, a rendu des choses possibles que les mères ont pu tolérer la pédérastie dans leur famille, en somme, n'est-ce pas… On dit : "je suis pédéraste, comme Proust, moi… Comme Monsieur Gide…" Y z'ont fait beaucoup pour la pédérastie en la rendant… en l'officialisant, en somme ».
L'homosexualité demeure cependant considéré comme un trouble mental pendant toute la première partie du siècle, attribué soit à une maladie nerveuse (par la psychiatrie) soit à l'histoire individuelle, par la psychanalyse naissante sous la plume de Sigmund Freud.
Parmi les nombreux écrits mettant en scène un ou plusieurs personnages homosexuels :
- Jane de La Vaudère, Les Androgynes, Paris, Albert Mérican, 1903, 289 p.    (Wikisource) (1903)
- Liane de Pougy, L'amour saphique à travers les âges et les êtres (1906)
- Jacques d'Adelswärd-Fersen, L’Hymnaire d’Adonis, Paris, Librairie Léon Vanier, 1902, 276 p.    (Wikisource) (1902)
- Guillaume Apollinaire, Les Onze Mille Verges (1907)
- Magnus Hirschfeld, Les Homosexuels de Berlin - Le troisième sexe, Paris, Librairie médicale et scientifique Jules Rousset, 1908, 103 p.    (Wikisource) (1908)
- Thomas Mann, Mort à Venise (1912)
- Marcel Proust, À la recherche du temps perdu (1913)
- Fernando Pessoa, Antinoüs (1918)
- André Gide, Corydon (1924), Les Faux-monnayeurs (1925), Les Nourritures terrestres (1935)
- Jarosław Iwaszkiewicz, Król Roger (1924)
- Francis Scott Fitzgerald, Gatsby le Magnifique (1925)
- Klaus Mann, La danse pieuse (1926)
- Pierre Jean Jouve, Le Monde désert (1927)
- Jean Cocteau, Le Livre blanc (1928)
- Marguerite Yourcenar, Alexis ou le Traité du vain combat (1929)
- Stefan Zweig, La Confusion des sentiments (1929)
- Radclyffe Hall, Le Puits de solitude (1932)
- Jean Genet, Le Condamné à mort (1942), Notre-Dame-des-Fleurs (1943), Querelle de Brest (1947)
- Simone de Beauvoir, L'Invitée (1943)
- Roger Peyrefitte, Les Amitiés particulières (1943)
- Gore Vidal, Un garçon près de la rivière (1949)
- Yukio Mishima, Confessions d'un masque (1949), Les Amours interdites (1953)
- Marguerite Yourcenar, Mémoires d'Hadrien (1951), L'Œuvre au noir (1968)
- Maurice Pons, Métrobate (1951)
- Henry de Montherlant, La Ville dont le prince est un enfant (1951)
- Roger Stéphane, Parce que c'était lui, (1952)
- Witold Gombrowicz, Trans-Atlantique (1953)
- Éric Jourdan, Les mauvais anges (1955)
- Tennessee Williams, La Chatte sur un toit brûlant (1955)
- André du Dognon, Les Amours buissonnières (1955)
- James Baldwin, La Chambre de Giovanni (1956)
- Blai Bonet, La Mer (1958)
- William Burroughs, Le Festin nu (1959)
- Julien Green, Le Malfaiteur (1956), Chaque homme dans sa nuit (1960)
- Stephen Hecquet, Anne ou le garçon de verre (1956)
- Suzanne Lilar, Le Couple, (1963)
- Violette Leduc, La Bâtarde (1964)
- Yasunari Kawabata, Tristesse et Beauté, (1964)
- Jacques Brenner, Trois jeunes tambours (1965)
- Pierre Guyotat, Tombeau pour cinq cent mille soldats (1967)
- Luis Cernuda, La réalité et le désir (1969)
- Michel Tournier, Le Roi des aulnes (1970)
- Pierre Guyotat, Éden, Éden, Éden, (1970)
- Edward Morgan Forster, Maurice (1971)
- Jean-Marc Cormier, Poltergeists, (1972)
- Heinz Heger, Les hommes au triangle rose (1972)
- Jean-Louis Bory, La Peau des zèbres, Ma moitié d'orange (1973)
- Tony Duvert, Paysage de fantaisie (1973)
- Dominique Fernandez, Porporino ou les Mystères de Naples (1974)
- Michel Tournier, Les Météores (1975)
- Patrick Modiano, Villa triste (1975)
- Agustin Gómez-Arcos, L'Agneau carnivore (1975)
- Renaud Camus, Tricks (1978)
- Armistead Maupin, Les Chroniques de San Francisco (1978)
- Maurice Sachs, Le Sabbat (1979)
- John Kennedy Toole, La Conjuration des imbéciles (1981)
- Dominique Fernandez, Dans la main de l'ange (1982)
- Peter Ackroyd, Le Testament d'Oscar Wilde (1983)
- Roger Martin du Gard, Le Lieutenant-colonel de Maumort (1983)
- Federico García Lorca, Sonnets de l'amour obscur (1983)
- Jean-Marc Cormier, La Symphonie Déconcertante, (1984)
- Julien Green, Jeunes années (1985)
- Michel Tremblay, Le Cœur découvert (1986)
- Truman Capote, Prières exaucées (1986)
- Alain Absire, L'Égal de Dieu (1987)
- Françoise Sagan, Un sang d'aquarelle, (1987)
- Stephen McCauley, L'Objet de mon affection, (1987)
- Copi, Une visite inopportune (1988)
- Alan Hollinghurst, La Piscine-bibliothèque, (1988)
- Angelo Rinaldi, Dernières nouvelles de la nuit (1989)
- Hervé Guibert, Fou de Vincent, (1989)
- Anne-Marie Simond, Le Séducteur, (1990)
- Jean-Marc Cormier,Le poème passe, (1990)
- Hervé Guibert, À l'ami qui ne m'a pas sauvé la vie (1990)
- Jean-Luc Lagarce, Juste la fin du monde (1990)
- René Crevel, La mort difficile, Mon corps et moi (1991)
- Reinaldo Arenas, Avant la nuit (1992)
- Cyril Collard, Les Nuits fauves (1992)
- Karol Szymanowski, Efebos (1993)
- Jean-Marc Cormier, Tendre la main (1993)
- Julien Green, L'étudiant Roux (1993)
- Pierre Seel, Moi Pierre Seel déporté homosexuel (1994)
- Tom Spanbauer, L'homme qui tomba amoureux de la lune (1994)
- Bai Xianyong, Garçons de Cristal (1995)
- Colm Tóibín, Histoire de la nuit (1996)
- Jean-Marc Cormier, Des cantiques, (1996)
- Fabrice Neaud, Journal (1996)
- Guillaume Le Touze, Étonne-moi (1997)
- Gus Van Sant, Pink (1997)
- Dieter et Lepage, Névé, tome 5 « Noirs désirs », France, (1997)
- Françoise Bourdin, Comme un frère (1997)
- Dominique Fernandez, Tribunal d'Honneur (1997)
- Annie Proulx, Brokeback Mountain (1997)
- Robert Gray, Mémoires d'un homme de ménage en territoire ennemi (1998)
- Warwick Collins, La pissotière (1999)
- Francis Carco, Jésus la caille (1999)
- Gilles Leroy, Les derniers seront les premiers(1991)
- Violette Leduc, Thérèse et Isabelle (1966),
- Håkan Lindquist, Mon frère et son frère (1993)

### XXIesiècle
- Gilles Abier, Fausses Compagnies (roman, Actes Sud, 2000).
- Sarah Waters, Caresser le velours (2001)
- Dominique Fernandez, La Course à l'abîme (2002)
- Patrick Autréaux, Dans la vallée des larmes, Les irréguliers(Editions Gallimard), Pussyboy (Editions Verdier), et ses autres livres.
- Alexandre Bergamini, France, Casa Central (La Fosse aux ours, 2002), Autopsie du sauvage (Éditions Dumerchez, 2003) et Retourner l'infâme (Zulma, 2005).
- François Augiéras, Le vieillard et l'enfant ; Le voyage des morts ; L'apprenti sorcier (2006)
- Jean-Marie Besset, France, les personnages gays sont omniprésents dans son œuvre pour le théâtre. Citons Grande École, Baron ou Commentaire d'amour".
- Philippe Besson, France, avec les romans Son frère, Un garçon d'Italie, Un homme accidentel, En l'absence des hommes. Ou encore Vivre Vite, une biographie romancée de James Dean en 2015
- Donald Bilodeau, La dérive du passé, Montréal, Clermont Éditeur, 2013, 350 p.
- Étienne Bompais-Pham, Tuer le bon gay (Éditions Maïa, 2021)[33].
- Christophe Botti, France, avec une trilogie pour le théâtre composée de Un cœur sauvage, Un cœur en herbe et Un cœur de père, il dresse le cheminement d'un jeune gay, Mathan, de la découverte de son homosexualité à sa vie d'adulte rêvant de pouvoir adopter, en couple gay, un enfant.
- Poppy Z. Brite, Le Corps Exquis, Âmes Perdues et Sang d'Encre. La Trilogie Culinaire a été publiée au Diable Vauvert, avec Alcool, La Belle Rouge et Soul Kitchen.
- Augusten Burroughs, Courir avec des ciseaux.
- Patrick Cardon, Le Grand Écart ou Tous Les Garçons s'appellent Ali. Vignettes post-coloniales (Éditions Orizons, 2009).
- Denis-Martin Chabot, Le journal intime de Dominique Blondin, Montréal, Éditions de l'Interdit, 2013, 253 p.
- Olivier Charneux, Etre un homme (récit, Seuil 2001), Tant que je serai en vie, (récit, Grasset, 2014), Les Guérir  (roman, Robert Laffont 2016)
- Alberto Conejero, Ushuaia (théâtre, coll. Les Incorrigibles 2016) et La Piedra Oscura (théâtre, sur l'amour entre le footballeur Rafael Rodríguez Rapún et le poète Federico García Lorca)
- Charles Dantzig, Les Nageurs (poèmes, Grasset, 2010), Dans un avion pour Caracas (roman, Grasset, 2011)
- Olivier Delorme, Les Ombres du levant (Critérion, 1996), Le Plongeon (H&O, 2002), Le Château du silence (H&O, 2003), La Quatrième Révélation (H&O, 2005), nouvelles (« Le tokay sonne toujours deux fois » in Le Premier Festin, H&O, 2003 ; « Les enfants de février » in Tatouages, une histoire et des histoires, Les Belles Lettres, 2005).
- Stéphane Dubin, Un crime en septembre (roman, Éditions Cœur de Lune, 2015), Au fond de la mer une valise (roman, Éditions Cœur de Lune, 2016).
- Arthur Dreyfus, Histoire de ma sexualité (roman, Gallimard, 2014), Journal sexuel d'un garçon d'aujourd'hui (P.O.L., 2021).
- Guillaume Dustan, France, Nicolas Pages (J'ai Lu, 2001), Génie divin (J'ai Lu, 2002), LXiR ou Dédramatisation La Vi Cotidièn (Balland, 2002), Dernier Roman (Flammarion, 2004), Bordel no 3 : Ouvert à tous (par Stéphane Million, Guillaume Dustan, Joëlle Cuvilliez, et Philippe Bourgoin), (Flammarion, 2004), Premier essai. Chroniques du temps présent (Flammarion, 2005), Dustan/Engagement, écritures no 14 (collectif) (Éditions 5c/écritures, 2005).
- Stéphane Giocanti, Kamikaze d'été (Éditions du Rocher, 2008) ; Désir de Kyoto (Kindle, 2013) ; Fleurs de Légion (Editions Pierre-Guillaume de Roux, 2019).
- Brahim Metiba, Ma mère et moi (éditions du Mauconduit, 2015)
- Pierre Guéry, France, Erotographie (Biliki, 2007), HP 1999 (Sens & Tonka/L'une & l'autre, 2009), et La Rhétorique des culs (Sens & Tonka/L'une & l'autre, 2011).
- Jacqueline Harpman, Du côté d'Ostende (Paris, Grasset, 2006).
- Gilles Leroy, L'Amant russe, 2002 (roman), Grandir, 2004 (roman), Champsecret 2005 (roman), Alabama song 2007 (roman).
- Olivier Lebleu, L'Étranger de la famille (H&O, 2001) et Passer la nuit (H&O, 2003).
- Jonathan Littell, Les Bienveillantes.
- Édouard Louis, En finir avec Eddy Bellegueule, Seuil.
- David Mansac, La route de la dune (roman, Éditions Cœur de Lune, 2016).
- Miss Achtar, Code Amour (roman, Les Éditions de La Mêsonetta, 2019), histoire contemporaine d'un couple féminin franco-algérien luttant contre l'intégrisme.
- Valérian MacRabbit, Les Pangolins de Dakar[34] (2020), récit de l'organisation de la première Gay Pride du Sénégal.
- Sam J. Miller, Kid Wolf et Kraken Boy, 2022.
- Frédéric Mitterrand, La Mauvaise Vie 2005.
- Olivier Py, Paradis tristesse.
- Olivia Rosenthal, Les félins m'aiment bien, 2005, pièce de théâtre, les deux héroïnes (Cérès et Marianne) finissent par se séduire l'une et l'autre, dans une scène où Cérès vole à Marianne sa robe de mariée.
- Kevin Saad, CosmoQueer (H&O, roman).
- Jimmy Sabater, France, Hardcorps (Éditions Textes Gais), 2001, une histoire d'amour motivée par la domination sexuelle, Transes (Éditions Textes Gais), 2003, un polar autour de l'identité sexuelle.
- Will Self, Dorian, une imitation (Dorian, texte anglais).
- Johanna Sinisalo, Jamais avant le coucher du soleil (Ennen päivänlaskua ei voi, Finlande, 2000).
- Tom Spanbauer, Dans la ville des chasseurs solitaires (In the city of shy hunters américain, Robert Laffont 2003 pour la traduction française).
- Roland Michel Tremblay, dont les livres Denfert-Rochereau (roman), l'Anarchiste (poésie), Un Québécois à Paris et Un Québécois à New York (journal/essai) ont des personnages principaux homosexuels.
- Erik Poulet-Reney, Les Roses de cendre, Nlle Édition, 2007 – roman, Édit. Encre Bleue.

### Remarque
Un certain nombre d'œuvres de la liste ci-dessus concerne moins l'homosexualité à proprement parler que la pédérastie ou la pédophilie homosexuelle (entre homme et jeune garçon non pubère ou entre deux jeunes garçons), du moins dans l'acception actuelle de ces trois termes. Il s'agit de :
- Antonio Rocco ou Ferrante Pallavicino, Alcibiade enfant à l’école (1651) ;
- Henry James, Le Tour d'écrou (The Turn of the Screw, États-Unis) (roman qui a inspiré un opéra à Benjamin Britten) ;
- Thomas Mann, La Mort à Venise (Der Tod in Venedig) ;
- Henry de Montherlant, La Ville dont le prince est un enfant (théâtre), Les Garçons (adaptation romanesque de La Ville dont le prince est un enfant) ;
- Michel Tournier, Le Roi des aulnes (roman) ;
- Roger Peyrefitte, Les Amitiés particulières (roman).

C'est aussi le cas d'une partie de la littérature liée à la Grèce et à la Rome anciennes, ainsi que de la littérature médiévale arabe.

## Littérature jeunesse
La littérature jeunesse et la littérature Young Adult — voir aussi, et de façon plus générale, la Diversité dans la littérature young adult — proposent depuis les années 1980 des ouvrages autour de l'homosexualité.

### Albums et romans jeunesse
- (no) Susanne Bösche, Mette bor hos Morten og Erik, 1981 ((en) Jenny Lives with Eric and Martin, traduit en anglais en 1983.)
- Thierry Lenain, illustré par Mireille Vautier, Je me marierai avec Anna[35], Éditions du Sorbier, 1992
  - rééd. illustré par Aurélie Guillerey, coll. « Première lune », Nathan, 2004
- Marie-Aude Murail, Oh, boy !, l'École des loisirs, 2000[36]
- Ania Lemin, Elle, coll. « Cahiers », Esperluète éditions, 2001
- Latifa Alaoui M., illustré par Stéphane Poulin, Marius, L'Atelier du poisson soluble, 2001
- Muriel Douru, Dis... mamans, éd. Gaies et Lesbiennes, 2003
- Ophélie Texier, Jean a deux mamans, éditions L’École des loisirs, 2004
- Ariane Bertouille, illustré par Marie-Claude Favreau, Ulysse et Alice, Montréal, les Éd. du Remue-ménage ; Paris, Distribution du Nouveau Monde, 2006
- Anna Boulanger, Papa, c'est quoi un homme haut sèkçuel ?, Zoom éditions, 2007
- Morgane David, J'ai 2 papas qui s'aiment, coll. « Éthique et toc », Hatier, 2007
- Thomas Scotto, illustré par Olivier Tallec, Jérôme par cœur, Actes Sud Junior, 2009
- Eglal Errera, illustré par Julia Wauters, Le rire de Milo, coll. « Cadet », Actes Sud junior, 2009
- Alice Brière-Haquet, illustré par Lionel Larchevêque, La Princesse qui n'aimait pas les princes[37], Actes Sud Junior, 2010 [présentation en ligne]
- Béatrice Boutignon, Tango a deux papas et pourquoi pas, Le Baron perché, 2010
- Ingrid Chabbert et Chadia Loueslati, La Fête des deux mamans, Les petits pas de Ioannis, 2010
- Muriel Douru, Cristelle et Crioline, KTM, 2011
- Christine Renaudin, illustré par Julie Stein, Théo a deux mamans, Le Verger des Hespérides, Humanistes en verve, 2012
- Justin Richardson, Et avec Tango, nous voilà trois !, Rue du Monde, 2013
- Isabelle Minière, La Règle d'or, éditions du Jasmin, 2013
- Béatrice Boutignon, Un air de familles : le grand livre des petites différences, Le Baron perché, 2013
- Anaïs Valente, illustré par Ariane Delrieu, Drôles de familles !, éd. Tournez la page jeunesse, 2013
- Juliette Parachini-Deny et Marjorie Béal, Mes deux papas, éditions Des Ronds dans l'O, 2013
- Gwladys Constant, L'oncle Mika, coll. « Court métrage », Oskar jeunesse, 2014
- Sophie Kovess-Brun et Sandrine Revel, Le voyage de June, éditions Des Ronds dans l'O, 2015

- Christian Voltz, Heu-reux, éditions du Rouergue, 2016
- Ingrid Chabbert, illustré par Lauranne Quentric, L'Amoureux de papa, Kilowatt, 2017
- Thierry Lenain, illustrations Thanh Portal, Le Jour où : Papa s'est remarié[40], Nathan, 2017

### Romans pour adolescents
- Aidan Chambers, La Danse du coucou (traduit de l'anglais par Jean-Pierre Carasso, titre original Dance on my Grave, 1982), Seuil, 1983.
- Christophe Honoré, Je ne suis pas une fille à papa, éditions Thierry Magnier, 1998 [présentation en ligne]
- Loïc Barrière, Le voyageur clandestin, Seuil Jeunesse, 1999
- Virginie Lou, Un papillon dans la peau, coll. « Scripto », Gallimard Jeunesse, 2002
- Frank Secka, À-pic, Thierry Magnier, 2002
- Cédric Erard, J'ai pas sommeil, éditions L’École des loisirs, 2003
- Jérôme Lambert, Tous les garçons et les filles, éditions L’École des loisirs, 2003
- Gudule, Étrangère au paradis, coll. « Lampe de poche », Grasset Jeunesse, 2004
- Jean-Paul Nozière, La vie comme Elva, éditions Thierry Magnier, 2005
- Erik Poulet-Reney, Les Roses de cendre, coll. « Les uns les autres », Syros, 2005
- Mikko Ranskalainen, Comment te le dire ?, Textes Gais, 2005
- Clotilde Bernos, Pour toi Anissa, je fonce à deux cents années-lumière, coll. « Les uns les autres », Syros, 2005
- Anne Percin, Point de côté, éditions Thierry Magnier, 2006
- Thomas Gornet, Qui suis-je ?, éditions L’École des loisirs, 2006
- Anita Van Belle, Le Secret, Les 400 coups, Connexion, 2007
- Isabelle Rossignol, F comme garçon, éditions L’École des loisirs, 2007
- Élisabeth Brami, photographies de Philippe Lopparelli, Amoureux grave, coll. « Photoroman », éditions Thierry Magnier, 2008
- Jacqueline Wilson, Kiss (Trad. de l'anglais par Alice Marchand), Collection « Scripto », Gallimard Jeunesse, 2009
- Claudine Galéa, photographies de Colombe Clier, Un amour prodigue, coll. « Photoroman », éditions Thierry Magnier, 2009
- Maïté Bernard, illustré par Bruno Gibert, Trois baisers, coll. « Tempo+ », Syros, 2010
- Edward Van de Vendel, All Together, (traduit du néerlandais par Emmanuèle Sandron), éd. Thierry Magnier, 2010
- Anne Loyer et Ingrid Chabbert, illustré par Mélusine Thiry, Sur les quais, éditions Les Lucioles, 2011
- Malorie Blackman, Boys Don't Cry (traduit de l'anglais par Amélie Sarn), coll. « Macadam », Milan, 2011
- A.M. Homes, Jack (traduit de l'anglais par Jade Argueyrolles), Actes Sud Junior, 2012
- Josette Chicheportiche, Ne le dis à personne, coll. « Société », Oskar jeunesse, 2012
- Catherine Zambon, La chienne de l'ourse, Actes Sud Junior, 2012
- Alain Germain, Mariez-vous, éd. Oskar, 2013
- Joël Breurec, Un garçon comme une autre, Oskar jeunesse, 2013
- Antoine Dole (Mr Tan), À copier 100 fois, Sarbacane, Mini-romans, 2013
- Endre Lund Eriksen, L'été où papa est devenu gay (traduit du norvégien par Aude Pasquier), éd. Thierry Magnier, 2014
- Arnaud Cathrine, Je suis l'idole de mon père, éd. Thierry Magnier, 2014 ; Romance, éd. Robert Laffont collection Jeunesse, 2019
- Fanny Chiarello, Le Blues des petites villes, éditions L’École des loisirs, 2014
- John Green et David Levithan, Will et Will ((en) Will Grayson, Will Grayson, traduit de l'anglais par Nathalie Peronny), coll. « Scripto », Gallimard Jeunesse, 2014
- Patrick Ness, Et plus encore (traduit de l'anglais par Bruno Krebs, Gallimard Jeunesse, 2014
- Roland Godel, Le sens de l'honneur, éd. Oskar, 2014
- Christophe Léon, Embardée, éditions La Joie de lire, 2015 [présentation en ligne] L'auteur imagine un retour de l'intolérance et la ghettoïsation des homosexuels dans un futur proche, afin de faire réfléchir les plus jeunes lecteurs aux dérives de l'homophobie.
- David Levithan, Dans tes bras, ((en) Hold Me Closer, traduit de l'anglais par Nathalie Peronny), coll. « Scripto », Gallimard Jeunesse, 2015
- Cathy Ytak, 50 minutes avec toi, Actes Sud Junior, 2015
- Raphaële Frier, Mauvais fils, coll. « Ego », éditions Talents Hauts, 2015 [présentation en ligne]
- Madeline Roth, À ma source gardée, Thierry Magnier, 2015
- Jandy Nelson, Le Soleil est pour toi (traduit de l'anglais par Nathalie Peronny), coll. « Scripto », Gallimard Jeunesse, 2015
- Susin Nielsen, On est tous faits de molécules (traduit par Valérie Le Plouhinec), Hélium éditions, 2015
- Perrine Leblan, La peur au placard, coll. « Court métrage », Oskar jeunesse, 2015
- Becky Albertalli, Moi, Simon, 16 ans, homo sapiens (traduit par Mathilde Tamae-Bouhon), Hachette Jeunesse, 2015
- Marion Muller-Colard, Bouche cousue, coll. « Scripto », Gallimard Jeunesse, 2016
- R.J.P Toreille,
  - Raphaël (série), par Le Lys Bleu Édition, en 2015.
  - Théodore, par Le Lys Bleu Édition, en 2020.
  - L'âne et le Chapeau, par Le Lys Bleu Édition, en 2022.
  - Le Beau du Lion d'Or, par Le Lys Bleu Édition, en 2023.

### Littérature générale
- Eric Bordas et al., Sodome et Gomorrhe, Revue Romantisme, 2013 (ISBN 2200928823), chap. 159.
- Inverses : littératures, arts, homosexualités no 10, « L'Europe des homosexualités », 2010.
- Benoît Pivert, Homosexualité(s) et littérature, Cahiers de la Revue d'Art et de Littérature, Musique, Mazères, Le Chasseur abstrait éditeur, 2009
- Edmund White, La Bibliothèque qui brûle (The Burning Library, 1994), Paris, Plon, 1997 ; « bibliothèques 10/18 », 2000.
- Eve Kosofsky Sedgwick (dir.), Novel Gazing. Queer Readings in Fiction, Durham, Duke University Press, 1997.
- Hans Mayer, Les Marginaux. Femmes, Juifs et homosexuels dans la littérature européenne (1975), Paris, Albin Michel, U.G.E. « bibliothèques 10/18 », 1996.
- Lee Edelman, Homographesis, Essays in Gay Literary and Cultural Theory, Londres, Routledge, 1994
- Eve Kosofsky Sedgwick, Epistemology of the Closet, Berkeley et Los Angeles, University of California Press, 1990.
- Jeffrey Meyers, Homosexuality and Litterature, 1890-1930, Montréal, McGill - Queens University Press, 1977

### Littérature lesbienne
- Meredith Miller, Historical Dictionary of Lesbian Literature, Scarecrow Press, Coll. Historical Dictionaries of Literature and the Arts, 2006, 296 p.
- Nicky Hallett, Lesbian Lives, Identity and Auto/biography in the Twentieth Century, Londres, Pluto Press, 1999.
- Kathleen Martindale, Un/popular Culture: Lesbian Writing After the Sex Wars, Albany (N.Y.), State University of New York Press « SUNY Identities in the Classroom Series », 1997.
- Marilyn Farwell, Heterosexual Plots, Lesbian Narratives, New York, New York University Press, 1996.
- Joan De Jean, Sapho. Les Fictions du désir, 1546-1937, Paris, Hachette Supérieur, 1994.
- Elaine Hobby et Chris White (dir.), What Lesbians Do in Books, Londres, Women’s Press, 1991.
- Karla Jay et Joanne Glasgow (dir.), Lesbian Texts and Contexts: Radical Revisions, New York University Press, 1990.

### Littérature gaie
- Pierre Salducci (dir.), Écrire gai, Montréal, Stanké, 1998.
- Michel Larivière, Pour tout l'Amour des hommes, anthologie, Delétraz, 1996.
- Eve Kosofsky Sedgwick, Between Men, Male Homosocial Desire and Literature, New York, Columbia University Press, 1985, rééd. 1992.

### Littérature francophone
- Przemyslaw Szczur, Produire une identité : le personnage homosexuel dans le roman français de la seconde moitié du XIXe siècle (1859-1899), Paris, L'Harmattan, 2014.
- Patrick Cardon, Présentation de la littérature érotique homosexuelle fin-de-siècle in "Aimecoups, Les Homosexualités d'un Prince", QuestionDegenre/GKC, 2012.
- Patrick Cardon, Discours littéraire et scientifique fin-de-siècle. La discussion sur les homosexualités autour de Marc-André Raffalovich, Paris, Orizons, 2009.
- Michael Lucey, Never Say I: Sexuality and the First Person in Colette, Gide, and Proust (Series Q), Duke University Press, 2006  (ISBN 0822338971)
- Nicole Albert, Saphisme et décadence dans Paris fin-de-siècle, Paris, La Martinière, 2005.
- Elisabeth Ladenson, Proust’s Lesbianism, Ithaca, Cornell University Press, 1999 ; traduit en français par Guy Le Gaufey : Proust Lesbien, EPEL, collection « Grands classiques de l'érotologie », 2004.
- Lucille Cairns, Lesbian Desire in Post-1968 French Literature, New York/Ontario/Lampeter, Edwin Mellen Press, 2002.
- Christopher Robinson, Scandal in the Ink. Homosexuality in Twentieth Century French Literature, Londres, Cassel, 1995.
- Lawrence R. Schehr, The Shock of Men: Homosexual Hermeneutics in French Writing, Stanford, Stanford University Press, 1995.
- Lawrence R. Schehr, Alcibiades at the Door: Gay Discourses in French Literature, Stanford, Stanford University Press, 1995.
- Patrick Cardon, Les Marges - 1926- Enquête sur l'homosexualité en littérature : Mauriac, Rachilde, Uzanne, Mauclair, Drieu La Rochelle, Gourmont etc, Lille, QuestionDeGenre/GKC, 1993.

### Littérature hispanophone
- Nicolas Balutet, Ars homoerótica. Escribir la homosexualidad en las letras hispánicas, coordination de Nicolas Balutet, Paris, Éditions Publibook Université, Collection « Recherches. Lettres & Langues. Lettres Modernes », juillet 2006.
- Nicolas Balutet, Représentations homosexuelles dans la culture hispanophone. Cet obscur objet du désir, sous la direction de Nicolas Balutet, Paris, L’Harmattan, Collection « Recherches et Documents Amériques Latines », octobre 2003.